# Kajiura Yuki
Kajiura Yuki (梶浦由記 (Vĩ-Phổ Do-Ký)), sinh ngày 6 tháng 8 năm 1965) là một nữ nhạc sĩ, nhà soạn nhạc kiêm nhà sản xuất âm nhạc người Nhật Bản, thường viết nhạc cho anime.
Bà sản xuất nhạc cho hãng Victor Entertainment, và thường làm việc với đạo diễn Mashimo Koichi, người sáng lập hãng Bee Train. Ngoài những album nổi tiếng dành cho anime như .hack//SIGN, Noir, My-HiME, Kajiura cũng viết nhạc cho một số game như Xenosaga II và Xenosaga III.
Cùng với ca sĩ Ishikawa Chiaki, Kajiura Yuki thành lập "See-Saw" (ban đầu là một ban nhạc 3 thành viên). Bên cạnh đó, Kajiura cũng được biết đến với dự án FictionJunction, nổi tiếng nhất là FictionJunction YUUKA. Dự án mới nhất của bà là Kalafina gồm 4 cô gái: Keiko Kubota (FictionJunction KEIKO), Wakana Ootaki (FictionJunction WAKANA), và 2 ca sĩ mới Maya, Hikaru Masai. Từ năm 2009, Kalafina chỉ còn là tam ca khi Maya quyết định rút khỏi nhóm.

## Phong cách
Phong cách nhạc của Kajiura là sự kết hợp giữa nhạc cổ điển châu Âu và nhịp điệu nhanh trẻ trung hiện đại của nhạc Pop. Nhạc của bà thường không có lời, mà thay vào đó là những giàn đồng ca tương tự như opera. Kajiura thường tự chơi piano trong những album mà bà sản xuất. Bà cũng tự viết lời cho các bản nhạc của mình, và đôi khi viết bằng tiếng Ý, Pháp, hay Latin (ví dụ như bài Salva Nos, hay Canta Per Me trong album Noir. Kajiura từng gọi đùa ca sĩ hợp tác thân thiết Emily Bindiger là "giáo viên tiếng Anh" của mình tại một hội chợ anime.
Kajiura Yuki và ca sĩ Ishikawa Chiaki được biết đến vào năm 1992, khi họ thành lập bang nhạc gồm 3 nữ, lấy tên là See-Saw. Kajiura tốt nghiệp đại học Tokyo, nhưng sau đó bỏ việc để đi theo nghề âm nhạc. Những album đầu tiên của bà ít được chú ý, nhưng vào năm 2001, album Noir được ca ngợi, và đã đưa tên tuổi Kajiura Yuki đến với các fan hâm mộ anime. Năm tiếp theo, .hack//SIGN lại là một thành công nữa. Ca khúc cuối phim của Gundam Seed, Anna ni Issho Datta no ni do See-Saw thể hiện bán rất chạy vào năm 2003. Và năm 2004 là một loạt album như Le Portrait de Petit Cossette, Madlax, và My-HiME. Khi bộ manga nổi tiếng của CLAMP là Tsubasa Chronicles được chuyển thành anime, Kajiura được mời viết nhạc cho phim, và đến nay đã phát hành đến 4 album.
Nối tiếp truyền thống bắt tay với đạo diễn Mashimo Koichi, Kajiura đã tiếp tục viết nhạc nền cho anime El Cazador de la Bruja, phim thứ 3 trong bộ 3 anime về girl-with-gun của đạo diễn này (2 anime trước là Noir và Madlax). Tuy nhiên có vẻ như loạt anime này càng ngày càng thất bại.

## Album

### Anime OST
- Noir (2001)
- Aquarian Age (2002)
- .hack//SIGN (2002)
- .hack//Liminality (2002)
- Le Portrait de Petit Cossette (2004)
- Madlax (2004)
- My-HiME (2004)
- My-Otome (2005)
- Tsubasa Chronicle (2005)
- Erementar Gerade (2005)
- My-Otome Zwei (2006)
- El Cazador de la Bruja (2007)
- Puella Magi Madoka Magica (2011)
- Sword Art Online (2012)
- Pandora Hearts (2009)
- Kimetsu no Yaiba (2019)

### See-Saw
- I have a dream (1993)
- See-Saw (1994)
- Dream Field (2003)
- Early Best (2003)
- Fiction II (2011)